# Julia Goldberg
Julia Goldberg (* Dezember 1986 in Hamburg) ist eine deutsche Schauspielerin.

## Leben
Julia Goldberg besuchte die Rudolf Steiner Schule im Hamburger Stadtteil Nienstedten. Dort spielte sie Geige im Schulorchester und sang im Schulchor. Nach dem Abitur nahm sie ein Medizinstudium auf, das sie aber zugunsten einer künstlerischen Ausbildung an der Hochschule für Musik und Theater Hamburg abbrach, nachdem sie bereits zuvor in drei Produktionen des Jungen Schauspielhauses mitgewirkt hatte. Schon während ihres von 2008 bis 2012 dauernden Studiums spielte sie am Thalia Theater, am St. Pauli Theater und auf Kampnagel.
Nach Abschluss ihrer Ausbildung erhielt Julia Goldberg ein Engagement am Theater Bonn, weitere Stationen waren u. a. das Grillo-Theater in Essen, das Düsseldorfer Schauspielhaus und das Staatstheater Mainz. Bekannte Rollen waren das Gretchen in Goethes Faust, Anja im Kirschgarten von Anton Tschechow oder die weibliche Titelrolle in Romeo und Julia von William Shakespeare. Für diese wurde sie 2011 mit dem Förderpreis des Studio Hamburgs ausgezeichnet.
Seit 2014 arbeitet Goldberg auch vor der Kamera. In dem Film Ein blinder Held – Die Liebe des Otto Weidt verkörperte sie die junge Inge Deutschkron. Es folgten sporadisch weitere Rollen in einer Tatort-Folge, in Fatih Akins Spielfilm Rheingold und Gastauftritte in Serien wie Der Staatsanwalt oder SOKO Hamburg.
Julia Goldberg lebt in Berlin.

## Filmografie (Auswahl)
- 2014: 3/4
- 2014: Ein blinder Held – Die Liebe des Otto Weidt (Fernsehfilm)
- 2016: In aller Freundschaft – Die jungen Ärzte – Man lebt nur zweimal (Fernsehserie)
- 2019: Die Neue Zeit (Fernsehserie)
- 2020: Der Staatsanwalt – Hochzeit in Rot (Fernsehserie)
- 2020: Matze, Kebab und Sauerkraut (Fernsehfilm)
- 2022: Tatort – Vier Jahre
- 2022: Rheingold
- 2022: Nachricht von Mama (Fernsehserie, 8 Folgen)
- 2023: SOKO Hamburg – Eine Schanze fürs Leben (Fernsehserie)
- 2023: In aller Freundschaft – Die jungen Ärzte – Weitermachen (Fernsehserie)
- 2023: Unter anderen Umständen: Mütter und Söhne (Fernsehserie)
- 2024: Terra X: Ein Tag in … (Fernsehserie, 1 Folge)
- 2024: Mordsschwestern – Verbrechen ist Familiensache (Fernsehserie, 1 Folge)
- 2025: La Chambre de Mariana